# Конде на Марни
Конде на Марни (фр. Condé-sur-Marne) насеље је и општина у североисточној Француској у региону Шампањ-Арден, у департману Марна која припада префектури Шалонс ан Шампањ.
По подацима из 2004. године у општини је живело 654 становника, а густина насељености је износила 53 становника/km². Општина се простире на површини од 12,3 km². Налази се на средњој надморској висини од 80 метара.

## Демографија
| 1962. | 1968. | 1975. | 1982. | 1990. | 1999. | 2011. |
| ----- | ----- | ----- | ----- | ----- | ----- | ----- |
| 528   | 504   | 477   | 594   | 566   | 599   | 710   |

График промене броја становника у току последњих година